# なうぇすと
『なうぇすと』は、ジャニーズWESTの3作目のスタジオ・アルバム。2016年11月30日にジャニーズ・エンタテイメントから発売。

## 概要
- 前作『ラッキィィィィィィィ7』から約11ヶ月ぶりのオリジナルアルバムとなる。

- 初回盤、通常盤の2種類で発売され、それぞれ収録内容・ジャケット写真ともに異なる。

- 両形態に収録されている収録曲「one chance」は、メンバーの藤井流星出演 日本テレビ系日曜ドラマ『レンタル救世主』の挿入歌である。

- 今作は『ラッキィィィィィィィ7』以降に発売されたシングル(「逆転Winner」「人生は素晴らしい」)は収録されておらず、2015年4月22日発売の1stミニアルバム『パリピポ』以来のオリジナルアルバムとしては初めて、収録曲全てが新曲で構成されたオリジナルアルバムである(「逆転Winner」「人生は素晴らしい」は次のアルバム『WESTival』に収録)

- 初回限定盤には、収録曲「one chance」のMusic Clip & Makingを収録。

- 通常盤には、メンバーそれぞれのユニット曲を収録したボーナストラック3曲を収録。

## その他
- 5thライブDVD『ジャニーズWEST CONCERT TOUR 2016 ラッキィィィィィィィ7』と同日発売となった。

## 封入特典

### 初回盤
1. DVD付/20Pブックレット

### 通常盤
1. 16Pブックレット

## 収録曲

### CD
※は通常盤のみ収録。
1. Unlimited
作詞：SHIKATA、RAP詞：SHINO、作曲：SHIKATA・REO、編曲：REO
2. いま逢いたいからしょうがない
作曲：下地悠、作曲：岩崎貴文、編曲：家原正樹
3. エエやんけェ!!
作詞・作曲：無敵DEAD SNAKE、編曲：生田真心
4. 大阪弁ら～にんぐ
作詞・作曲・編曲：corin.
5. I got the FLOW※ - 神山智洋・藤井流星
作詞・作曲・編曲：久保田真悟(Jazzin' park)・栗原暁(Jazzin' park)・JUN・前田佑
6. You're My Treasure
作詞：Atsushi Shimada・MiNE、作曲：SHIKATA・REO、編曲：REO
7. Colorful Magic
作詞・作曲・編曲：市川喜康・マシコタツロウ・ha-j
8. ギラギラブベイベー
作詞：Junxix.、作曲：Junxix.・Saku.、編曲：kAi
9. Believer
作詞：Komei Kobayashi、作曲：Christofer Erixon・SHIKATA・COMMAND FREAKS、編曲：COMMAND FREAKS
10. 雪に願いを※ - 濵田崇裕・小瀧望
作詞：MiNE、作曲：Anders Dannvik・MiNE・Atsushi Shimada、編曲：ha-j
11. ボクら
作詞：さくらももこ、作曲・編曲：松本良喜
12. 無鉄砲ボーイ※ - 重岡大毅・桐山照史・中間淳太
作詞・作曲・編曲：koma'n、ブラスアレンジ：koma'n・倉内達矢
13. one chance
作詞：SHIROSE from WHITE JAM、作曲：Takuya Harada・Christofer Erixon、編曲：CHOKKAKU
  - 藤井流星出演 日本テレビ系ドラマ『レンタル救世主』挿入歌

### DVD
※初回限定盤のみ
1. 「one chance」 Music Clip & Making

## テレビ出演
Unlimited
- 『ザ少年倶楽部』（2017年4月14日、NHK BSプレミアム）
テレビ初披露

大阪弁ら～にんぐ
- 『ザ少年倶楽部』（2017年6月2日、NHK BSプレミアム）
テレビ初披露

Believer
- 『ザ少年倶楽部』（2017年4月7日、NHK BSプレミアム）
テレビ初披露

one chance
- 『ザ少年倶楽部』（2017年1月11日、NHK BSプレミアム）
テレビ初披露